# Go Robot
Go Robot è un singolo del gruppo musicale statunitense Red Hot Chili Peppers, pubblicato il 13 settembre 2016 come quarto estratto dall'undicesimo album in studio The Getaway.

## Video musicale
Il videoclip ufficiale del brano esce l'8 settembre 2016 dopo che la band dal 29 agosto aveva pubblicato su Facebook diversi post che ne anticipavano delle brevi scene. Nel video inoltre, diretto da Tota Lee (accreditata con il nome di Thoranna Sigurdardottir), si possono notare diversi richiami al celebre film La febbre del sabato sera.

## Tracce
Download digitale
1. Go Robot – 4:24

7"
- Lato A

1. Go Robot (Live)

- Lato B

1. Dreams of a Samurai (Live)

## Formazione
Gruppo
- Anthony Kiedis – voce
- Josh Klinghoffer – chitarra, tastiera
- Flea – basso
- Chad Smith – batteria

Altri musicisti
- Brian 'Danger Mouse' Burton – sintetizzatore
- Mauro Refosco – percussioni